# Martin Rucker
Pour les articles homonymes, voir Rucker.
(en) Statistiques sur pro-football-reference
Martin Rucker Jr (né le 4 mai 1985 à Saint-Joseph) est un joueur professionnel américain de football américain.

## Enfance
Rucker est né à St. Joseph dans l'État du Missouri aux États-Unis. Il est le plus jeune frère de l'ancien defensive end NFL Mike Rucker et le fils du politicien Martin T. Rucker.
Il étudie au sein de la Benton High School à St. Joseph où il se révèle être un excellent joueur au sein de l'équipe de football américain des Cardinals de Benton.

## Carrière

### Université
Il entre à l'université du Missouri à Columbia  et y joue au poste de tight end pour l'équipe de football américain des Tigers. En 2004, il est nommé à ce poste dans l'équipe des freshman de la conférence Big 12. En 2005, il reçoit une mention honorable de la conférence Big 12 et figure dans l'équipe-type de la saison de cette même conférence en 2006 et 2007,. Lors de ses années universitaires, il aura réussit plus de deux-cents réceptions pour un gain cumulé de 2 175 yards et aura inscrit dix-huit touchdowns.

### Professionnel
Martin Rucker est sélectionné en 111e choix global lors du quatrième tour de la  draft 2008 de la NFL par la franchise des Browns de Cleveland. Le 22 juillet 2008, il signe officiellement son contrat avec Cleveland. Lors de sa saison (rookie), il joue cinq matchs dont un comme titulaire, réussissant deux réceptions pour un gain cumulé de dix-sept yards.
Il ne joue aucun match lors de la saison 2009. Libéré le 22 septembre 2009 par Cleveland, il signe chez les Eagles de Philadelphie deux jours plus tard et intègre leur  équipe d'entraînement (practise squad). Le 15 décembre 2009, il rejoint l'équipe professionnelle (le roster) mais ne joue aucun match. Il est libéré le 9 août 2010.
Le 20 août 2010, il signe avec les Cowboys de Dallas. D'abord libéré par Dallas le 4 septembre 2010, il signe avec leur équipe d'entrainement le lendemain. Le 1er décembre, il est promu dans le roster actif. Il effectue un retour de kickoff de seize yards lors du match contre les Eagles de Philadelphie. Le 13 septembre, il retourne en practise squad. Le 13 décembre, il est exclu de l'équipe et se retrouve agent libre.
Le 18 octobre 2011 il est engagé dans la practise squad des Jaguars de Jacksonville. Il signe ensuite chez les Chiefs de Kansas City 16 mai 2012 mais le 13 juin il est placé sur la liste des réservistes blessés (injured reserve list) à la suite d'une déchirure au ligament croisé antérieur.
Il ne sera plus engagé par la suite et le 6 août 2014, il annonce prendre sa retraite officielle de joueur professionnel NFL.